# Bjelland
Bjelland est une ancienne municipalité du comté de Vest-Agder. Le village était une composante de la commune de Bjelland og Grindheim avant de devenir une municipalité à part entière en 1902.
En 1962 Bjelland a été fusionnée avec Laudal,Øyslebø pour former la commune nouvelle de  Marnardal.

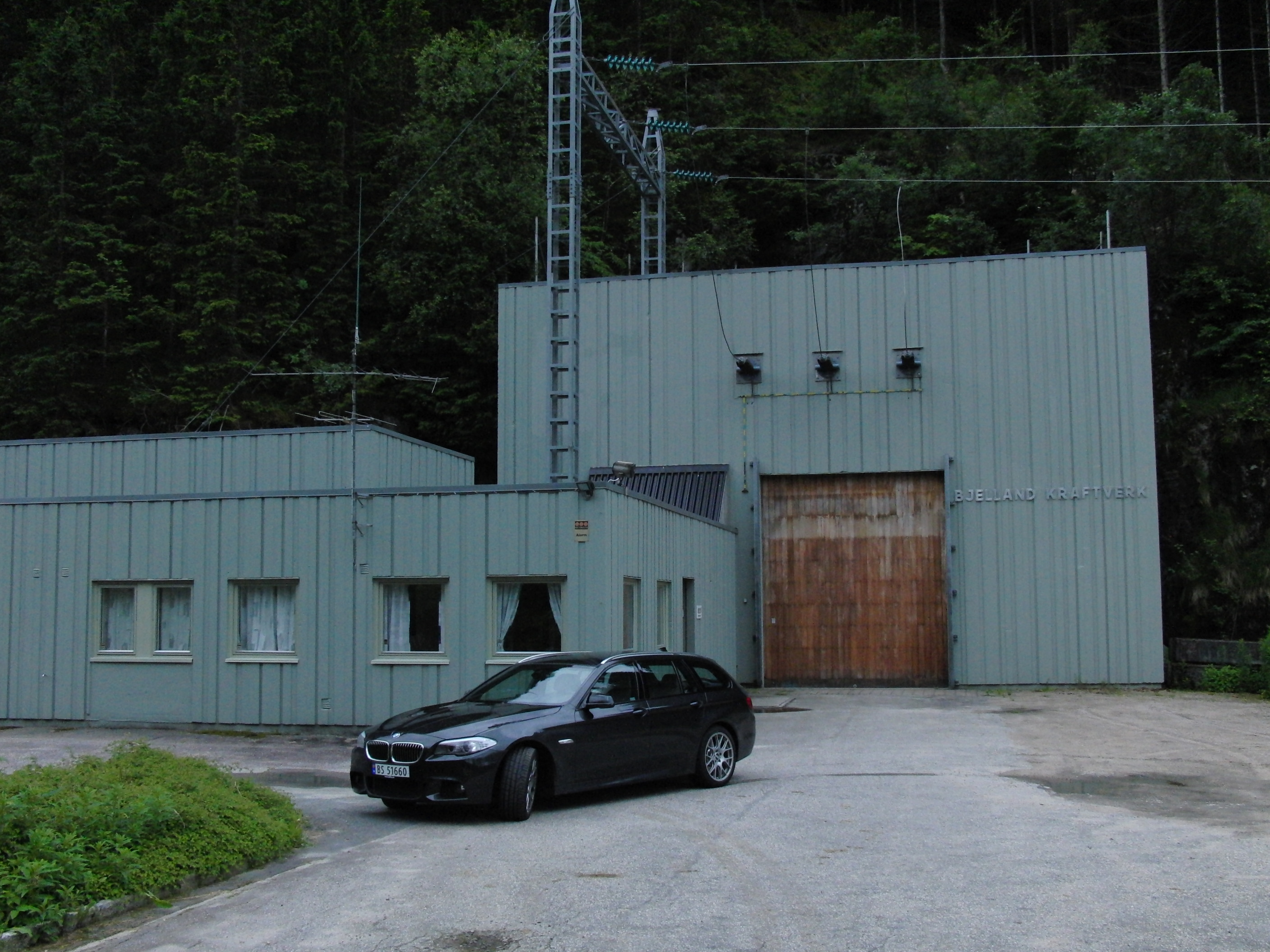
Centrale hydro-électrique de Bjelland
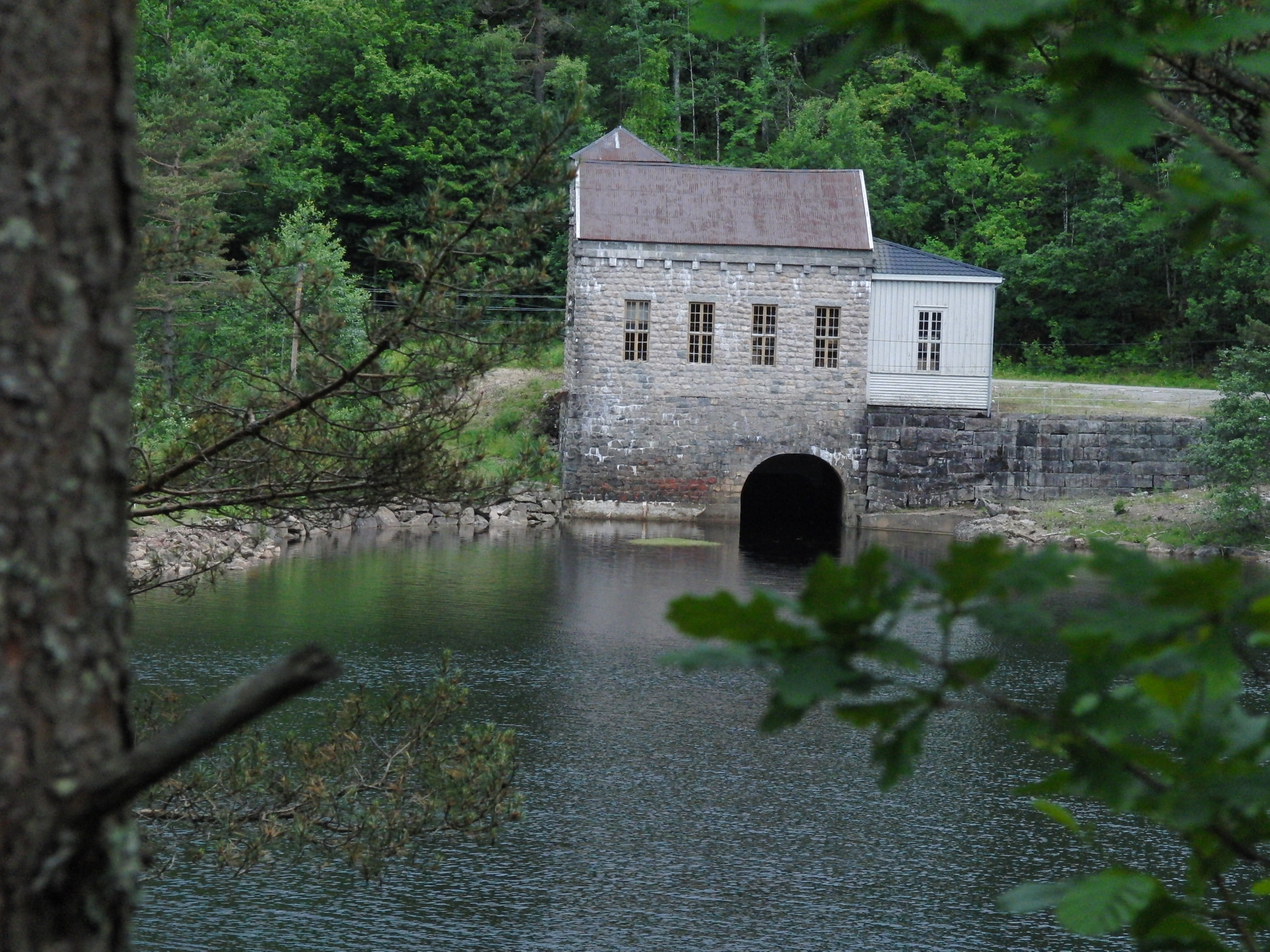
L'ancienne centrale hydro-électrique